# مات أورايلي
مات أورايلي (مواليد 21 نوفمبر 2000) هو لاعب كرة قدم إنجليزي يلعب في مركز خط الوسط في نادي سلتيك.

## وصلات خارجية
- مات أورايلي على موقع قاعدة بيانات كرة القدم.إي يو (الإنجليزية)
- مات أورايلي على موقع ناشيونال فوتبول تيمز (الإنجليزية)
- مات أورايلي على موقع Soccerbase.com (لاعب) (الإنجليزية)
- مات أورايلي على موقع Soccerway.com (الإنجليزية)
- مات أورايلي على موقع عالم كرة القدم.نت (الإنجليزية)